# Zpožděné neutrony
Zpožděné neutrony jsou neutrony, které nepocházejí přímo ze štěpení (tj. v době cca 10−14 s po rozštěpení jádra), ale jsou uvolněny se zpožděním několika milisekund až několika minut. Přestože v typických reaktorech představují zpožděné neutrony cca 1 % nebo méně z celkového počtu uvolněných neutronů, je existence zpožděných neutronů zásadní pro regulovatelnost jaderných reaktorů.

## Vysvětlení
Fragmenty štěpení, vzniklé jaderným štěpením jsou vzhledem ke svému přebytku neutronů velmi nestabilní a mění se následnými řetězovými beta-minus-rozpady postupně na stabilnější nuklidy. Takový rozpad vede v dceřiných jádrech v některých případech ke stavu nabuzení, který leží nad vazební energií neutronu a proto se okamžitě dále rozpadají s emisí neutronu. Tyto neutrony se proto objevují s poločasem rozpadu dotyčného beta rozpadu a výrazně později než původní rozštěpení jádra.

### Výpočetní popis
Pro praktický výpočet se nechá časové rozložení zpožděných neutronů přibližně popsat šesti časovými skupinami s odlišnými poločasy rozpadu. Poločasy rozpadu a podíly neutronů v každé skupině závisí na druhu štěpeného nuklidu a na energii rozpadem uvolněného neutronu. Například pro štěpení U-235 termickým neutronem platí:
| Skupina | Poločas rozpadu [s] | Podíl (v % z celkově emitovaných neutronů) |
| ------- | ------------------- | ------------------------------------------ |
| 1       | 55,90               | 0,0221                                     |
| 2       | 22,73               | 0,1467                                     |
| 3       | 6,25                | 0,1313                                     |
| 4       | 2,30                | 0,2647                                     |
| 5       | 0,608               | 0,0771                                     |
| 6       | 0,230               | 0,0281                                     |

Součet podílů činí v tomto, pro praxi důležitém případu štěpení, 0,67% všech neutronů.

### Energetické spektrum
Zpožděné neutrony jsou emitovány jednotlivě v přechodech mezi diskrétními stavy jader. Jejich energetické spektrum (všechny časové skupiny dohromady) se přesto dá hrubě představit stejné jako u okamžitých neutronů ze štěpení pomocí Maxwellova rozdělení. Ovšem je výrazně měkčí. Střední energie dosahuje pouze cca 0,45 MeV.

## Význam pro jaderné reaktory
Jen díky zpožděným neutronům může být jaderný reaktor regulován při dosažení kritického provozního stavu. Časový odstup emise okamžitých neutronů o 10−14 s je příliš krátký proto aby šly nějaké regulační technické zásahy vůbec uplatnit.
Zatímco podíl zpožděných neutrony při štěpení uranu235 je 0,67%, představuje jejich podíl při štěpení plutonia239 pouze 0,22%. Proto je v rychlých reaktorech a také při používání MOX-palivových elementů do tlakovodních reaktorů odstup mezi stavy zpožděně kritickými a okamžitě kritickými menší a vyžaduje proto jemnější řízení.